# Асоцијално понашање
Асоцијално понашање је појам који се користи и различито дефинише у друштвеним наукама. Најшире посматрано, обухвата она одступања у понашању која означавају неприхватање или супротстављање прокламованим или обичајним нормама заједнице, без обзира на форму, садржај или последице. Зато, када говоримо о асоцијалном понашању, најчешће обухватамо широку скалу асоцијалних поступака почев од претеране непослушности у раном детињству до преступничког понашања. Тим понашањима заједничко је да су уперена против околине, друштвених норми и обичаја што у битној мери отежава или онемогућава нормалан раст и развој, а за последицу има ангажованост различитих служби социјалне заштите на превенцији, откривању, испитивању и третману.
Асоцијалност је обележје појединца или групе која не може да прихвати опште друштвене норме, развије друштвена осећања, или да се прилагоди друштвеним односима.